# Glatter József

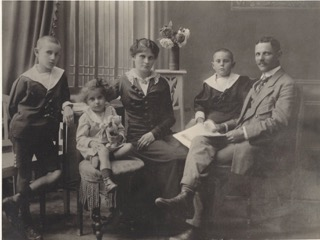
Glatter József (jobb szélen) és családja

Glatter József (Gyöngyös, 1880. december 16. – Windsor, Ontario, 1934. május 30.) mozdonyvezető, szociáldemokrata, később kommunista pártmunkás.

## Élete
Glatter Mór és Klein Mária gyermeke. 4 elemit végzett. 1905. február 19-én Budapesten, a Ferencvárosban házasságot kötött Schwarz Relivel, Schwarz Salamon és Berger Lina lányával. 1918-tól működött a munkásmozgalomban, s részt vett a vasutasok szervezkedési jogáért folytatott harcában. Az őszirózsás forradalom alatt a vassasszakszervezet szakosztálytitkára lett, s ugyanezen minőségben működött a kommün alatt is. A fehérterror alatt az illegális kommunista párttagok sajtóellátását irányította, ám lefogták és a statáriális bíróság halálraítélte. A másodfokú bíróság az ítéletet megvétózta, azt életfogytiglani szabadságvesztésre változtatta meg. A szovjet–magyar fogolycsere-akció keretei között Szovjet-Oroszországba került el, ahol kezdetben a pénzügyi népbiztosság alkalmazásában, később a moszkvai állami építőirodánál vállalt munkát.

## Emlékezete
Születésének 100. évfordulóján Budapesten, a ferencvárosi fűtőház felvételi épületének oldalán emléktáblát avattak tiszteletére.

### Fogolytörzskönyvek
- HU BFL - VII.102.a - forradalomutan - 1919 - 608. archives.hungaricana.hu (Hozzáférés: 2016. május 12.)
- HU BFL - VII.101.c - fegyenc.I - 6083. archives.hungaricana.hu (Hozzáférés: 2016. május 12.)
- HU BFL - VII.101.c - fegyenc.I - 4826. archives.hungaricana.hu (Hozzáférés: 2016. május 12.)
- HU BFL - VII.102.a - fogoly - 1920 - 7674. archives.hungaricana.hu (Hozzáférés: 2016. május 12.)

### Újságcikkek
- Körösvidék, 1920 (1. évfolyam) szeptember-december 147. sz.
- Gadanecz Béla: Glatter József mozdonyvezető. Magyar Vasutas 1980, 25-26. sz.
- Emléktábla egy forradalmár vasutasnak. Népszava, 1980. dec. 16.

### Levéltári jegyzetek
- HU BFL - VII.18.d - 13/2094 - 1919. archives.hungaricana.hu (Hozzáférés: 2016. május 12.)
- HU BFL - VII.5.c - 11492 - 1920. archives.hungaricana.hu (Hozzáférés: 2016. május 12.)
- HU BFL - VII.18.d - 13/6388 - 1920. archives.hungaricana.hu (Hozzáférés: 2016. május 12.)